# Cassidy Krug
Cassidy Krug (Pittsburgh, 12 luglio 1985) è una tuffatrice statunitense.

## Biografia
È specializzata nelle gare del trampolino. Ha rappresentato gli Stati Uniti d'America ai Giochi olimpici di Pechino 2008 nel concorso del trampolino 3 metri, concludendo al settimo posto in classifica.

## Palmarès
- Giochi panamericani

Guadalajara 2011: argento nel trampolino 3 m.; argento nel trapolino sincro 3 m.